# 民治小学 (深圳市)
深圳市民治小学是中华人民共和国广东省深圳市的一所公办小学，位于龙华区民治街道民治大道395号，隶属于龙华区教育局。
学校于1964年9月1日开办，同年开始招生，目前学校共有教职工约130人，共有47个教学班，在校学生约2300人。
学校校园于2022年7月开始进行改造，并将于2024年9月完工。

## 相关图像
- 2018年，学校北门